# Monika Bader
Monika Bader, po mężu Wörle (ur. 9 marca 1959 w Trauchgau) – niemiecka narciarka alpejska reprezentująca RFN.

## Kariera
W zawodach Pucharu Świata zadebiutowała 24 stycznia 1976 roku w Kranjskiej Gorze, gdzie zajęła 64. miejsce w gigancie. Pierwsze punkty wywalczyła 7 grudnia 1977 roku w Val d’Isère, gdzie zajęła trzecie miejsce w zjeździe. Tym samym nie tylko zdobyła punkty ale od razu stanęła na podium. W zawodach tych wyprzedziły ją jedynie Marie-Theres Nadig ze Szwajcarii i Austriaczka Annemarie Moser-Pröll. Było to jej jedyne podium w zawodach tego cyklu. W kolejnych startach była między innymi dwukrotnie czwarta w zjeździe: 4 lutego 1979 roku w Pfronten i 14 grudnia 1979 roku w Piancavallo. W sezonie 1977/1978 zajęła 23. miejsce w klasyfikacji generalnej, a w klasyfikacji zjazdu była dziesiąta.
Wystartowała na igrzyskach olimpijskich w Lake Placid w 1980 roku, gdzie zajęła 21. miejsce w zjeździe. Był to jej jedyny start olimpijski. Była też dziesiąta w tej samej konkurencji podczas mistrzostw świata w Garmisch-Partenkirchen w 1978 roku.

## Osiągnięcia

### Igrzyska olimpijskie
| Miejsce | Dzień     | Rok  | Miejscowość | Konkurencja | Czas biegu | Strata | Zwyciężczyni          |
| ------- | --------- | ---- | ----------- | ----------- | ---------- | ------ | --------------------- |
| 21.     | 17 lutego | 1980 | Lake Placid | Zjazd       | 1:37,52    | +4,44  | Annemarie Moser-Pröll |

### Mistrzostwa świata
| Miejsce | Dzień     | Rok  | Miejscowość            | Konkurencja | Czas biegu | Strata | Zwyciężczyni          |
| ------- | --------- | ---- | ---------------------- | ----------- | ---------- | ------ | --------------------- |
| 10.     | 1 lutego  | 1978 | Garmisch-Partenkirchen | Zjazd       | 1:48,31    | +2,73  | Annemarie Moser-Pröll |
| 21.     | 17 lutego | 1980 | Lake Placid            | Zjazd       | 1:37,52    | +4,44  | Annemarie Moser-Pröll |

### Puchar Świata

#### Miejsca w klasyfikacji generalnej
- sezon 1977/1978: 23.
- sezon 1978/1979: 43.
- sezon 1979/1980: 36.

#### Miejsca na podium
1. Val d’Isère – 7 grudnia 1977 (zjazd) – 3. miejsce